# 'Abd Allāh ibn Rawāḥa
ʿAbd Allāh ibn Rawāḥa, in arabo عبد الله بن رواحة‎? (Yathrib, ... – Mu'ta, 629), è stato uno dei Compagni di Maometto.

## Biografia
Abū Muḥammad ʿAbd Allāh ibn Rawāḥa b. Thaʿlaba al-Anṣārī al-Khazrajī apparteneva alla tribù medinese dei Banu Khazraj. Era poeta e - fatto abbastanza inusuale per l'epoca in cui visse - sapeva scrivere.
Era uno dei dodici rappresentanti (naqīb) degli Ansar che prestarono il primo giuramento di fedeltà al profeta Maometto prima ancora dell'Egira e, in seguito, s'impegnò a diffondere la nuova fede a Medina. Partecipò anche con altri 72 suoi concittadini al secondo giuramento (detto "della ʿAqaba").
Si dice che avesse messo in guardia Maometto dai complotti orditi ai suoi danni da Abd Allah ibn Ubayy
ʿAbd Allāh ibn Rawāha fu terzo in comando nella disastrosa impresa di Muʾta nella quale cadde da martire.